# Bogusław Pacek
Bogusław Pacek (ur. 17 czerwca 1954 w  Chlebowie) – żołnierz, naukowiec, profesor nauk społecznych, doktor habilitowany nauk wojskowych, doktor honoris causa Uniwersytetu Obrony Narodowej w Kijowie i Uniwersytetu Sił powietrznych w Charkowie, generał dywizji w stanie spoczynku.

## Życiorys
Szkołę podstawową i liceum ogólnokształcące ukończył w Rypinie. Następnie studiował filologię rosyjską na Uniwersytecie Gdańskim. Po zakończeniu studiów przez rok pracował w macierzystej uczelni jako filolog. W czasie studiów i pracy w Uniwersytecie Gdańskim – aktywny animator kultury studenckiej, m.in. prezes Dyskusyjnego Klubu Filmowego, kierownik organizacyjny klubu „Wysepka”, organizator przeglądów teatralnych i filmowych, kabaretonów, dni uczelni itp.
W latach 1978–1979 odbył przeszkolenie w Szkole Oficerów Rezerwy w Centrum Szkolenia Wojskowej Służby Wewnętrznej w Mińsku Mazowieckim. W 1979 wstąpił do zawodowej służby wojskowej i przydzielony do Oddziału WSW w Gdańsku. Służbę pełnił między innymi na stanowisku dowódcy plutonu, oficera dochodzeniowo-śledczego i dyżurnego Dyżurnej Służby Operacyjnej. W 1985 przeniesiony został do Wydziału WSW 7 Łużyckiej Dywizji Desantowej w Gdańsku i wyznaczony na stanowisko oficera. Rok później 7 DDes. została przeformowana w 7 Łużycką Brygadę Obrony Wybrzeża, a on sam wyznaczony na stanowisko starszego oficera wydziału. W 1988 roku objął stanowisko zastępcy szefa Wydziału WSW 7 BOW. 
W 1990 po utworzeniu Żandarmerii Wojskowej, powołany został na stanowisko zastępcy komendanta Wydziału Żandarmerii Wojskowej w Gdańsku. W czerwcu tego samego roku uzyskał stopień naukowy doktora nauk humanistycznych w Wojskowej Akademii Politycznej. W 1991 został wyznaczony na stanowisko Komendanta Wydziału Żandarmerii Wojskowej w Gdańsku. W latach 1991–1994 przeszedł przeszkolenie ogólnowojskowe i policyjne w ośrodkach szkoleniowych Turcji i Włoch oraz odbył trzy staże w Żandarmerii Narodowej Francji.
W 1996 otrzymał nominację na stanowisko Komendanta Oddziału Żandarmerii Wojskowej w Bydgoszczy. W tym samym roku ukończył Kurs Operacyjno-Taktyczny w Akademii Obrony Narodowej. Rok później został Komendantem Oddziału Żandarmerii Wojskowej Garnizonu Stołecznego w Warszawie, który w 2000 roku został przemianowany na Mazowiecki Oddział Żandarmerii Wojskowej im. gen. Franciszka Sznajde. Dowodzony przez niego Oddział Żandarmerii Wojskowej dwukrotnie zdobył miano przodującej jednostki Sił Zbrojnych RP Polskiej i został wyróżniony Znakiem Honorowym SZ RP. W 2001 roku ukończył półroczny kurs specjalistyczny w Kanadzie.
1 sierpnia 2003 objął obowiązki Komendanta Głównego Żandarmerii Wojskowej. Był pomysłodawcą i twórcą oddziałów specjalnych ŻW w Warszawie, Mińsku Mazowieckim i Gliwicach. Przeniósł Warszawską Żandarmerię do kompleksu na ul. Ostroroga, stworzył warunki do funkcjonowania i przeniesienia Komendy Głównej Żandarmerii Wojskowej oraz Mazowieckiego Oddziału ŻW i Oddziału Specjalnego ŻW w Warszawie. Podczas jego dowodzenia w Żandarmerii Wojskowej powstały etatowe piony – operacyjno-rozpoznawczy i profilaktyczny, a Komenda Główna ŻW stała się dysponentem finansowym II stopnia. Zdecydowanie też zwiększył się udział ŻW w działaniach zagranicznych. Zorganizował dwie pierwsze samodzielne żandarmeryjne operacje wojskowe: PKW w Kongu oraz w Bośni i Hercegowinie. Doprowadził do stworzenia pierwszego natowskiego wielonarodowego batalionu policji wojskowej, w którym ŻW przyjęła rolę kierującą. Rozpoczął proces włączania ŻW do Europejskich Sił Żandarmerii. W czasie jego dowodzenia zdecydowanie poprawiła się infrastruktura instytucji oraz wyposażenie jej jednostek.
Prezydent RP Aleksander Kwaśniewski awansował go na generała brygady (15 sierpnia 2003) i generała dywizji (15 sierpnia 2005). 
5 października 2006 stanowisko Komendanta Głównego Żandarmerii Wojskowej przekazał generałowi brygady Janowi Żukowskiemu, po czym przeniesiony został do rezerwy kadrowej Ministra Obrony Narodowej.
Stowarzyszenie Żandarmerii Wojskowej „Żandarm” nadało mu w 2006 tytuł członka honorowego.
Nowy Minister Obrony Narodowej Aleksander Szczygło powołał go na funkcję Pełnomocnika do sprawy budowy kampusu Uniwersytetu Obrony Narodowej (taka uczelnia jednak nie powstała). Na początku 2008 roku skierowany został do Dowództwa Operacyjnego Unii Europejskiej (OHQ) w Mont Valérien na stanowisko zastępcy dowódcy Operacji Wojskowej EUFOR w Czadzie oraz Republice Środkowoafrykańskiej, które pełnił do końca czerwca 2009. Był pierwszym polskim generałem wyznaczonym na stanowisko dowódcze całej operacji międzynarodowej. Po zakończeniu operacji został z nadania Prezydenta RF Nicolasa Sarkozy'ego Oficerem Orderu Narodowego Zasługi (Francji). W 2009, w Akademii Obrony Narodowej, uzyskał stopień naukowy doktora habilitowanego nauk wojskowych na podstawie dorobku naukowego i dysertacji „Żandarmeria Wojskowa Sił Zbrojnych RP w misjach pokojowych i stabilizacyjnych”. W 2010 wyznaczony na stanowisko Asystenta Szefa Sztabu Generalnego Wojska Polskiego ds. Wojsk Lądowych i Wojsk Specjalnych, a następnie od listopada 2011 roku Radcy Ministra Obrony Narodowej. Był inicjatorem i autorem wstępnej koncepcji utworzenia Jednostki Specjalnej „AGAT”, powstałej na bazie Oddziału Specjalnego ŻW w Gliwicach.
Równolegle ze służbą wojskową prowadził zajęcia dydaktyczne w Akademii Marynarki Wojennej, Uniwersytecie Gdańskim, Pomezańskim Kolegium Teologicznym i Szkole Wyższej TWP Wszechnica Polska.
Z dniem 20 sierpnia 2012 został wyznaczony przez Ministra Obrony Narodowej na Komendanta-Rektora Akademii Obrony Narodowej w Warszawie-Rembertowie. Był twórcą Wszechnicy Bezpieczeństwa i Wszechnicy Obronności. Jest autorem ponad 20 książek oraz ok. 200 artykułów naukowych i popularnonaukowych. Był organizatorem wielu konferencji naukowych, kierownikiem i uczestnikiem programów badawczych. Uczestniczył w komitetach naukowych polskich i międzynarodowych magazynów i konferencji naukowych. W latach 2014–2016 członek Senior Advisory Council PfP Consortium. Zasiadał w siedmioosobowym międzynarodowym zespole zarządzającym SAC (organizacja dla uczelni i instytutów badawczych z 80 państw świata zajmujących się bezpieczeństwem). W latach 2014–2015 był  reprezentantem Polski – członkiem Rady NATO ds. Nauki (NATO Science and Technology Board-STB).
W latach 2013–2016 był członkiem Rady Naukowej Bałtyckiej Akademii Obrony w Estonii (BALTDEFCOL).
Był felietonistą „Polski Zbrojnej”, "Świata Elit” i „Twojego Wieczoru”.
W 2012 został honorowym obywatelem Rypina.
14 sierpnia 2013 został wyróżniony przez Ministra ON wpisem do Księgi Honorowej Wojska Polskiego za wybitne osiągnięcia w dowodzeniu i działalności dydaktycznej.
W czerwcu 2014 po ukończeniu 60. roku życia został przeniesiony w stan spoczynku, przeszedł do cywila i odszedł z funkcji Komendanta AON. Pozostał w AON jako cywilny nauczyciel akademicki na Wydziale Bezpieczeństwa Narodowego. Był równocześnie Doradcą Ministra ON.
30 czerwca 2014 odebrał tytuł naukowy profesora z rąk Prezydenta RP Bronisława Komorowskiego. Od września 2014 do 31 grudnia 2017 pełnił funkcję doradcy NATO ds. reformy wojskowego systemu edukacyjnego Ukrainy (wcześniej od marca 2013 roku – kierownik programu NATO-DEEP). Po czym w latach 2017-2021 prowadził działalność jako doradca do spraw naukowych ukraińskich uczelni wojskowych.
23 listopada 2014 Minister Obrony Narodowej powierzył mu dodatkowe obowiązki pełnomocnika ds. społecznych inicjatyw proobronnych. Od 21 marca 2015 do 16 stycznia 2016 pełnił funkcję prezesa Federacji Organizacji Proobronnych, której był pomysłodawcą i współzałożycielem. Decyzją Ministra Obrony Narodowej Antoniego Macierewicza nr 468/MON z 23 listopada 2015 zlikwidowano stanowisko Pełnomocnika ds. społecznych inicjatyw proobronnych,.
W 2015 uzyskał tytuł Lidera Bezpieczeństwa Narodowego oraz otrzymał nagrodę – buławę hetmańską przyznane przez Stowarzyszenie Wspierania Bezpieczeństwa Narodowego za szczególne osiągnięcia na rzecz bezpieczeństwa narodowego. Również w 2015 roku został Pomorzaninem Roku zwyciężając w plebiscycie Homo Popularis TVP Gdańsk, Radia Plus i "Twojego Wieczoru".
21 października 2015 został ponownie powołany na stanowisko Komendanta AON przez Ministra ON Tomasza Siemoniaka. 17 listopada 2015 został odwołany ze stanowiska przez Ministra ON Antoniego Macierewicza. To była pierwsza decyzja kadrowa Ministra ON Antoniego Macierewicza. Z dniem 30 listopada 2016 zrezygnował z funkcji doradcy Ministra Obrony Narodowej.
Pozostał w Akademii Obrony Narodowej jako nauczyciel akademicki. Pracował do czasu przekształcenia uczelni w Akademię Sztuki Wojennej, tj. do 31 sierpnia 2016. Następnie zatrudnił się w Uniwersytecie Jana Kochanowskiego jako profesor, pracownik w Katedrze Bezpieczeństwa Narodowego Wydziału Nauk Społecznych w filii w Piotrkowie Trybunalskim. Na Uniwersytecie Jana Kochanowskiego – organizator kilku konferencji naukowych oraz inicjator i twórca Piotrkowskiego Uniwersytetu Polowego i Piotrkowskiej Trybuny Bezpieczeństwa.
W latach 2017–2020 był członkiem Zespołu Edukacji dla Bezpieczeństwa Komitetu Nauk Pedagogicznych Polskiej Akademii Nauk.
Od 1 marca 2018 do końca lutego 2025 - profesor z tytułem profesora honorowego Instytutu Bliskiego i Dalekiego Wschodu Uniwersytetu Jagiellońskiego. 
5 października 2018 jako jeden ze stu Polaków został wyróżniony przez Stowarzyszenie Wspierania Bezpieczeństwa Narodowego Pierścieniem Stulecia Niepodległości – za zasługi położone dla bezpieczeństwa Ojczyzny, a we wrześniu 2020 to samo Stowarzyszenie uhonorowało go Pierścieniem Patrioty.
W maju 2019 założył Fundację – Instytut Bezpieczeństwa i Rozwoju Międzynarodowego, do 1 marca 2024 był dyrektorem tego Instytutu. Był także redaktorem naczelnym kwartalnika naukowego Journal SDirect24, działającego pod patronatem DEEP NATO. W czerwcu 2019 otrzymał nagrodę Grand Prix – Miecz Szczerbiec i tytuł Lidera XX-lecia Ochrony Informacji Niejawnych, Biznesowych i Danych Osobowych nadane przez Kapitułę Krajowego Stowarzyszenia Ochrony Informacji Niejawnych.
Został dwukrotnie wyróżniony tytułem doktora honoris causa. 28 maja 2019 w uznaniu zasług naukowych w obszarze bezpieczeństwa międzynarodowego oraz obronności, aktywnej działalności w ramach programu DEEP NATO tytuł ten nadała mu Rada Naukowa Uniwersytetu Sił Powietrznych im. Iwana Kożeduba w Charkowie. Natomiast 15 czerwca 2020 roku tytuł doktora honoris causa nadała mu Rada Naukowa Uniwersytetu Obrony Narodowej w Kijowie.
W lutym 2024 został powołany przez Ministra Obrony Narodowej Władysława Kosiniaka-Kamysza na stanowisko dyrektora Muzeum Wojska Polskiego w Warszawie. W tym samym roku utworzył w MWP Centrum Edukacji Historyczno-Patriotycznej oraz powołał Klub Chwały Oręża Polskiego zrzeszający ponad 40 muzeów realizujących misję związaną z historią Wojska Polskiego. 
Szef Urzędu ds. Kombatantów i Osób Represjonowanych decyzją nr 2542/SU/2025 z dn. 16.04.2025 r. wyróżnił go medalem Pro Patria.
W maju 2025 roku został uhonorowany tytułem "Wybitna Osobowość Wojska Roku 2025" podczas Gali Osobowości i Sukcesy. "Wybitna Osobowość Wojska Roku" to kategoria, która przyznawana jest osobom wyróżniającym się pasją, talentem oraz siłą charakteru. 
Gen. Pacek otrzymał to wyróżnienie za swoje osiągnięcia i wkład w rozwój polskiego wojska.

## Monografie
- Oddziały specjalne Żandarmerii Wojskowej, „Bellona”, ISBN 978-83-11-10745-8, Warszawa 2006.
- Policje wojskowe świata, „Bellona”, ISBN 83-11-10-443-3, Warszawa 2006.
- Żandarmeria Wojskowa: komponent Sił Zbrojnych RP, Akademia Obrony Narodowej, ISBN 978-83-7523-008-6, Warszawa 2007.
- Żandarmeria Wojskowa Sił Zbrojnych RP [Rzeczypospolitej Polskiej]: w misjach pokojowych i stabilizacyjnych: rozprawa habilitacyjna, Akademia Obrony Narodowej, Warszawa 2008 (Zeszyty Naukowe Akademii Obrony Narodowej).
- Żandarmeria Wojskowa w nowych uwarunkowaniach Sił Zbrojnych Rzeczypospolitej Polskiej, „Myśl Wojskowa”, dodatek specjalny, ISSN 0209-3111, Warszawa 2006.
- Działania  Żandarmerii Wojskowej, Wyd. Bellona S.A., ISBN 978-83-11-12287-1, Warszawa 2012.
- Operacje Wojskowe Unii Europejskiej na przykładzie misji EUFOR Tchad/ RCA, Wyd. AON, ISBN 978-83-7523-110-6, Warszawa 2010.
- Osobowościowe uwarunkowania efektywności oficerów kontrwywiadu, Wyd. AON, sygn. AON 6145/13, ISBN 978-83-7523-253-0, Warszawa 2013.
- Udział Sił Zbrojnych RP w bezpieczeństwie wewnętrznym państwa, Wyd. AON, sygn. AON 6161/13, ISBN 978-83-7523-269-1, Warszawa 2013.
- Działania SZ w cyberprzestrzeni, Wyd. AON, ISBN 978-83-7523-270-7, Warszawa 2013 (współautor R. Hofmann).
- Od Napoleona do III Rzeczypospolitej. 200 lat Żandarmerii Wojskowej, Wyd. Bellona, ISBN 978-83-11-12807-1, Warszawa 2013 (współautor J. Suliński).
- Różne Barwy WSW, Wyd. Bellona, ISBN 978-83-11-13414-0, Warszawa 2014.
- Polscy żołnierze w Afganistanie 2002–2014, ISBN 978-83-63755-70-6, Wyd. MON, Warszawa 2015.
- Żołnierskie dzieje, Wyd. Solman, ISBN 978-83-936034-0-4, Warszawa 2014.
- Żandarmskie przygody, Wyd. Bellona, ISBN 978-83-11-14000-4, Warszawa 2009.
- 7. Łużycka Dywizja Desantowa 1963–1986. Miejsce, rola i zadania Wojsk Obrony Wybrzeża w systemie obronnym Polski. Historia dywizji, działania desantowe, wspomnienia żołnierzy, Wyd. AON, ISBN 978-83-7523-333-9 (Sygn. AON 6227/14) i Bellona ISBN 978-83-1113-380-8, Warszawa 2014 (współautorzy A. Polak, W. Mazurek).
- Zadania Sił Zbrojnych RP w procesie zapewniania bezpieczeństwa państwa – diagnoza stanu obecnego, Praca naukowo-badawcza. Wyd. AON, Warszawa 2014.
- Wsparcie wybranych rodzajów i służb SZ RP udzielone podmiotom odpowiedzialnym za utrzymanie bezpieczeństwa wewnętrznego państwa. Praca naukowo-badawcza, Wyd. AON, Warszawa 2016.
- Modyfikacja strategii działania sił międzynarodowych i ich wpływ na współpracę cywilno-wojskową oraz odbudowę Kosowa. Praca naukowo-badawcza, Wyd. AON, Warszawa 2016.
- Żandarmeria Wojskowa. Wyd. Adam Marszałek, ISBN 978-83-8019-411-3, Toruń 2016.
- Wojna hybrydowa na Ukrainie, Wyd. Rytm, ISBN 978-83-7399-753-0, Warszawa 2018.
- Wojska Specjalne Sił Zbrojnych RP, Wyd. Rytm, ISBN 978-83-7051-937-7, Warszawa 2019.
- Psychologia wojny hybrydowej, Wyd. Oficyna Wydawnicza Rytm i Uniwersytet Przyrodniczo-Humanistyczny w Siedlcach. ISBN 978-83-7399-828-5 oraz ISBN 978-83-7051-968-1, Warszawa – Siedlce 2019 (współautor P. Pacek).

## Wyróżnienia
- Krzyż Kawalerski Orderu Odrodzenia Polski – 2005[21]
- Krzyż Komandorski Orderu Krzyża Wojskowego – 2011[22]
- Złoty Krzyż Zasługi – 2000[23]
- Srebrny Krzyż Zasługi – 1993[24]
- Gwiazda Czadu – 2012
- Złoty Medal „Siły Zbrojne w Służbie Ojczyzny” – 2011
- Srebrny Medal „Siły Zbrojne w Służbie Ojczyzny”
- Brązowy Medal „Siły Zbrojne w Służbie Ojczyzny”
- Złoty Medal „Za Zasługi dla Obronności Kraju” – 1998
- Srebrny Medal „Za Zasługi dla Obronności Kraju”
- Brązowy Medal „Za Zasługi dla Obronności Kraju”
- Medal „Pro Patria” - 2025
- Srebrna Odznaka „Za zasługi dla transportu RP” – 1994
- Srebrna Odznaka „Zasłużony Działacz Kultury Fizycznej” – 1998
- Srebrny Medal „Za Zasługi dla Policji”
- Krzyż Oficerski Orderu Narodowego Zasługi – Francja, nadanie 2008, wręczenie 2009[25][26].
- Odznaka honorowa „Zasłużony dla Kolejnictwa” – 2005
- Odznaka Honorowa Żandarmerii Wojskowej – 2011
- Medal Komisji Edukacji Narodowej – 2014
- Medal „Zasłużony dla Warszawy” – 2014
- Odznaka Honorowa PCK III i II stopnia – 1998, 2004
- Komandoria Misji Pojednania „Missio Recociliationis” – 2013
- Medal Euroatlantycki SEA – 2009
- wpis do Księgi Honorowej Wojska Polskiego – 2013[27][28]
- Odznaka Honorowa Akademii Obrony Narodowej – 2012, ex officio
- Odznaka pamiątkowa Batalionu Reprezentacyjnego WP (nr 129)[29]
- Odznaka pamiątkowa Muzeum Wojska Polskiego – 2024, ex officio
- Złoty Medal „Zasłużony dla Wojsk Inżynieryjnych” – 2013[30][31]
- Złoty Krzyż za Zasługi dla Pododdziałów dla Tradycji Oręża Polskiego Polskich Drużyn Strzeleckich – 2014
- Krzyż Kadecki – 2012
- Odznaka Jednostki Wojskowej „Agat” – 2013
- Odznaka Honorowa 1 Mazurskiej Brygady Artylerii – 1997
- Złota Odznaka Honorowa Związku Ociemniałych Żołnierzy RP – 2001
- Medal Za Zasługi dla Bazyliki Św.Brygidy
- Odznaka II Klasy (Złota) „Za Zasługi dla Związku Żołnierzy Wojska Polskiego” – 2013[32]
- Medal „60 Lat Udziału Polski w Misjach Poza Granicami Państwa” (Stowarzyszenie Kombatantów Misji Pokojowych ONZ) – 2013[33][34]
- Jubileuszowa Złota Odznaka 70. Rocznicy Bitwy pod Lenino (Stowarzyszenie Pamięci Generała Zygmunta Berlinga i Jego Żołnierzy) – 2013[35][36]
- Odznaka „Za Zasługi dla ZKRPiBWP” – 2025[37]
- Odznaczenie „Znak Szacunku” Ministra Obrony Ukrainy – 2016